# Кущівник-чубань західний
Кущівни́к-чуба́нь західний (Frederickena unduliger) — вид горобцеподібних птахів родини сорокушових (Thamnophilidae). Мешкає в Амазонії.

## Підвиди
Виділяють три підвиди:
- F. u. diversa Zimmer, JT, 1944 — схід Перу (на південь від Мараньйону і Амазонки) і північний захід Болівії (південь Ла-Пасу, крайній південь Бені);
- F. u. unduliger (Pelzeln, 1868) — північний захід Бразильської Амазонії (верхів'я Ріу-Негру, можливо, на південь до Амазонки);
- F. u. pallida Zimmer, JT, 1944 — південний захід Бразильської Амазонії (Амазонас на південь від Амазонки), можливо, також на півночі Болівії (схід Пандо).

Перуанський кущівник-чубань раніше вважався підвидом західного кущівника-чубаня, однак був визнаний окремим видом.

## Поширення і екологія
Західні кущівники-чубані мешкають в Перу, Болівії і Бразилії, можливо, також на крайньому південному сході Колумбії. Вони живуть в підліску вологих рівнинних тропічних лісів. Зустрічаються на висоті до 1100 м над рівнем моря. Живляться комахами.